# SMS Arminius (1864)
El SMS Arminius fue un ironclad, del tipo buque torreta, construido en el Reino Unido, que navegó bajo la bandera de la Marina Prusiana, y que años más tarde se integraría en la Marina Imperial Alemana.

## Puesta en grada y botadura
Fue construido por los astilleros Samuda Brothers, en Poplar (Londres, Reino Unido), como un proyecto especulativo. Iniciado en 1863, siendo botado el 20 de agosto de 1864. 
Buques similares fueron encargados a diferentes astilleros británicos por la Marina Real Danesa y la Marina Imperial Rusa. No existen evidencias que conecten al Arminius con esfuerzos por parte de los Estados Confederados de América de encargar la construcción de buques de guerra en Europa.
Los 630.000 Vereinsthalers pagados para la construcción del Arminius fueron recaudados por subscripciones populares en Prusia, y fue llamado Arminius en honor al caudillo germano Arminio, vencedor en la Batalla del bosque de Teutoburgo (año 9 d. C.).

## Características
El Arminius era un buque torreta o monitor diseñado por el Capitán Coles, oficial de la Royal Navy, y casi gemelo de los Rolf Krake danés y Smerch ruso. 
Su planta motriz constaba de un motor de vapor horizontal de 2 cilindros, de 1200 CV nominales (1200 CV indicados), alimentado por 4 calderas de vapor que le daban una velocidad máxima de 10–11 nudos. En adición, para viajes más largos tenía dos mástiles para velas, pero resultó muy poco eficaz a vela y le fue retirado el aparejo en 1870. 
Su armamento principal estaba montado en 2 torretas tipo Coles a proa y popa. Originalmente, cada torreta montaba 2 cañones de bronce de avancarga de 72 libras, pero fueron pronto reemplazados por los nuevos cañones Krupp de 210 mm y 19 calibres, de retrocarga. A partir de 1881 su armamento secundario constaba de 1 tubo lanzatorpedos a proa y 4 cañones rotativos Hotchkiss, similares a la ametralladora Gatling.
Su construcción y blindaje se hicieron como el estándar en buques del mismo tipo, de la Royal Navy, un máximo de 110 mm de hierro forjado sobre 460 mm de soporte de madera de teca y un casco de hierro. Además, tenía una proa reforzada para poder espolonear a otros buques.

## Historia operacional
Los rápidos avances en tecnología naval hicieron que el Arminius fuese un buque de primera línea durante pocos años, siendo degradado a guardacostas en 1872 y, más tarde, a buque escuela para ingenieros. 
Gracias a su proa reforzada, sirvió como buque rompehielos en Kiel. Se mantuvo en servicio hasta el 2 de marzo de 1901, cuando fue vendido a un desguace de barcos de Hamburgo, donde fue desguazado en 1902.

## Anexos
- Anexo:Acorazados
- Anexo:Acorazados de Alemania
- Anexo:Buques blindados (1855-1880)
- Anexo:Clases de acorazado